# Kalusha Bwalya
‎
Kalusha Bwalya, zambijski nogometaš in trener, * 16. avgust 1963, Mufulira, Zambija.
Bwalya je nekdanji selektor in dolgoletni član zambijske nogometne reprezentance.